# Thorey-sur-Ouche
Thorey-sur-Ouche is een gemeente in het Franse departement Côte-d'Or (regio Bourgogne-Franche-Comté). De gemeente telt 116 inwoners (1999) en maakt deel uit van het arrondissement Beaune.

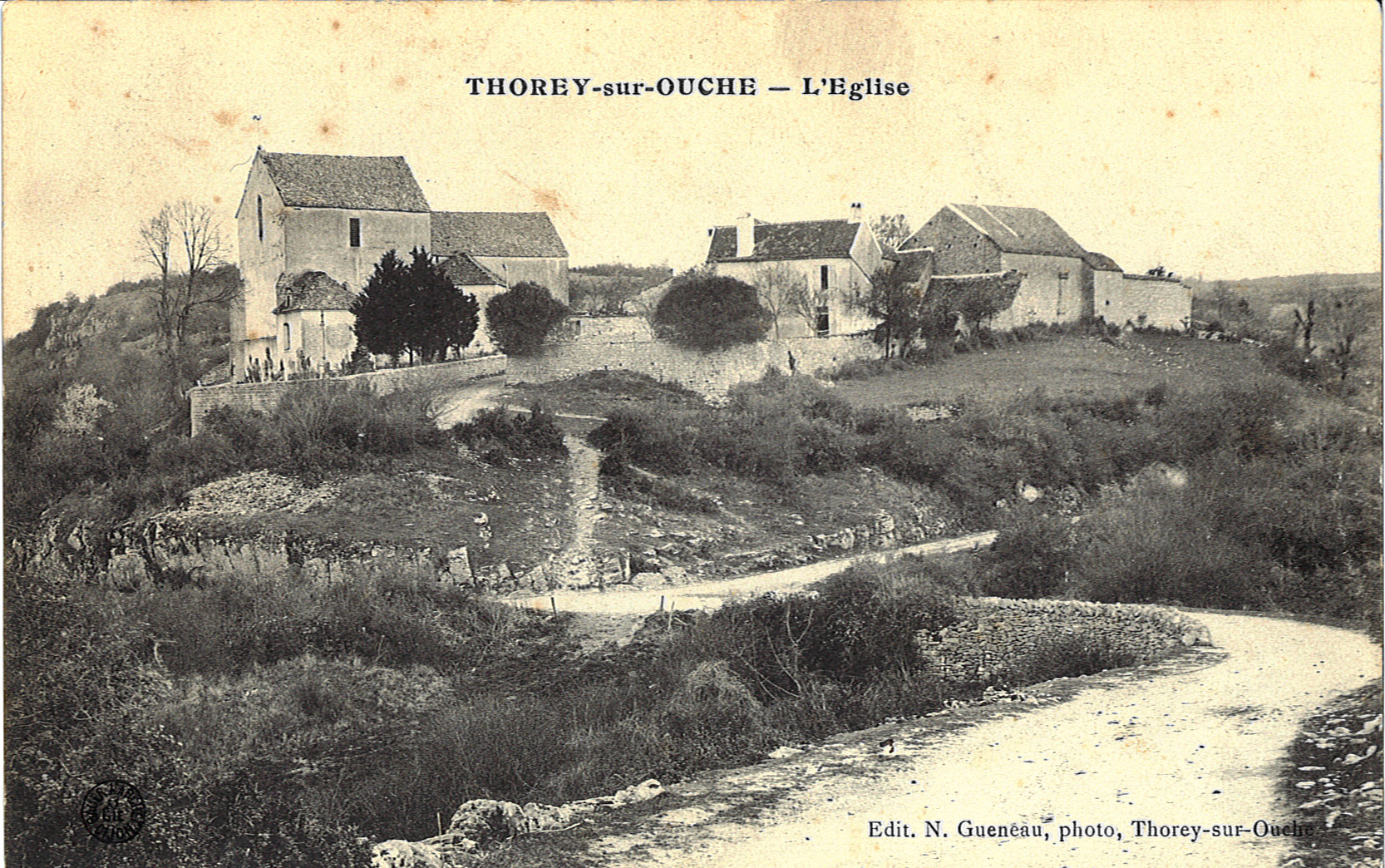
Kerk en oude pastorie (1905)

## Geografie
De oppervlakte van Thorey-sur-Ouche bedraagt 12,1 km², de bevolkingsdichtheid is 9,6 inwoners per km².
De onderstaande kaart toont de ligging van Thorey-sur-Ouche met de belangrijkste infrastructuur en aangrenzende gemeenten.

## Demografie
Onderstaande figuur toont het verloop van het inwonertal (bron: INSEE-tellingen).